# Aodarmdroma

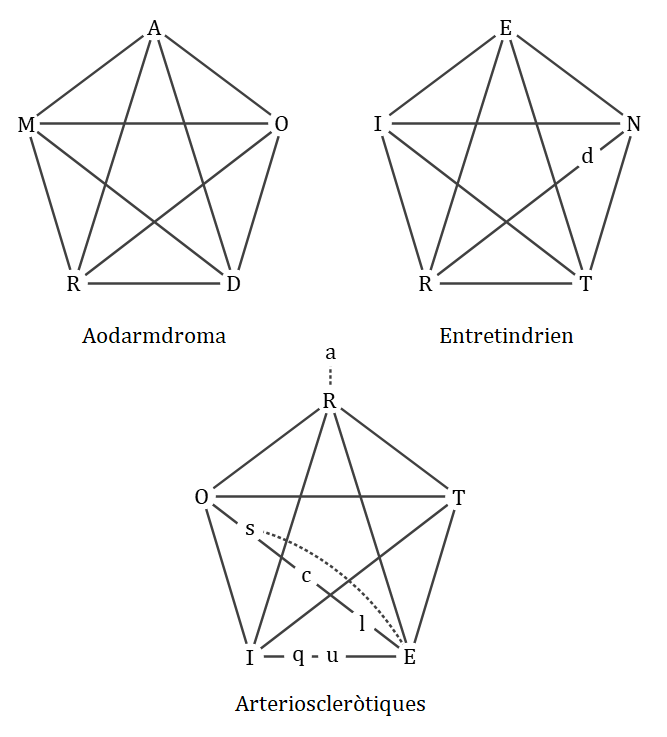
Exemples de paraules catalanes que contenen K₅

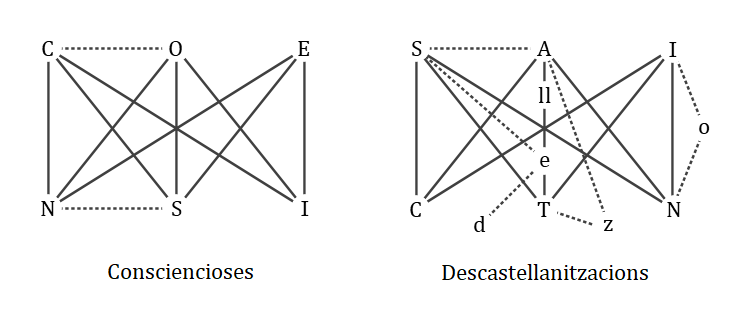
Exemples de paraules catalanes que contenen K_{3,3}

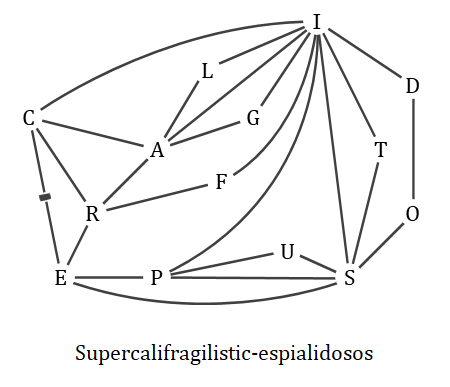
La majoria de paraules tenen grafs planars. Això inclou també paraules molt llargues, per exemple Supercalifragilistic-espialidosos.

Un aodarmdroma (en anglès, eodermdrome) és un tipus de joc de paraules on una paraula està formada per una sèrie de lletres que en ser dibuixades sobre un pla formen un graf no planar. Va ser descrit per primer cop el 1980 per Gary S. Bloom, Allan Gewirtz, John W. Kennedy i Peter J. Wexler, i va ser popularitzat gràcies a una publicació a finals del mateix any, a la revista Word Ways: The Journal of Recreational Linguistics.
La mateixa paraula aodarmdroma n'és un exemple, ja que si uneixes cada lletra diferent amb una aresta segons l'ordre d'aparició, el resultat és el graf no planar K₅.
Com que el nombre de nodes i arestes és molt limitat, la majoria de paraules tenen un graf planar. El teorema de Kuratowski permet eliminar com a possibles la majoria de paraules, només mirant el nombre de lletres repetides.
- Per contenir un graf no planar la paraula ha de tenir una llargària d'almenys 11 lletres en el cas de K₅, i 12 en el cas de K3,3.
- Per contenir K3,3 la paraula ha de tenir almenys sis lletres diferents repetides.
- Per contenir K₅ la paraula ha de tenir almenys quatre lletres diferents repetides, i almenys una d'elles ha d'estar repetida un mínim de dos cops.

Aquest filtratge ens permet obtenir una llista reduïda de candidats, però no és suficient per confirmar que es tracti d'un aodarmdroma, perquè la distribució de les lletres en la paraula és important. Per tant, és necessari fer altres comprovacions.

## Aodarmdromes en la llengua catalana
S'han descrit més de cinquanta aodarmdromes en la llengua catalana, a partir de l'anàlisi d'un corpus lingüístic extens. Això inclou alguns casos excepcionals; algunes paraules tenen diversos subgrups entrellaçats, fins a quatre en el cas de «Internacionalitzarien» (K₅: INTER, INTRA, K3,3: IEA/NTR, ITR/NEA). Per altra banda, només es coneix un cas amb tres K₅ entrellaçats: «Autoinductància» (K₅: AUTIC, AUTNC, AUINC). No es coneix cap cas amb més de dos K3,3.